# The Custom House

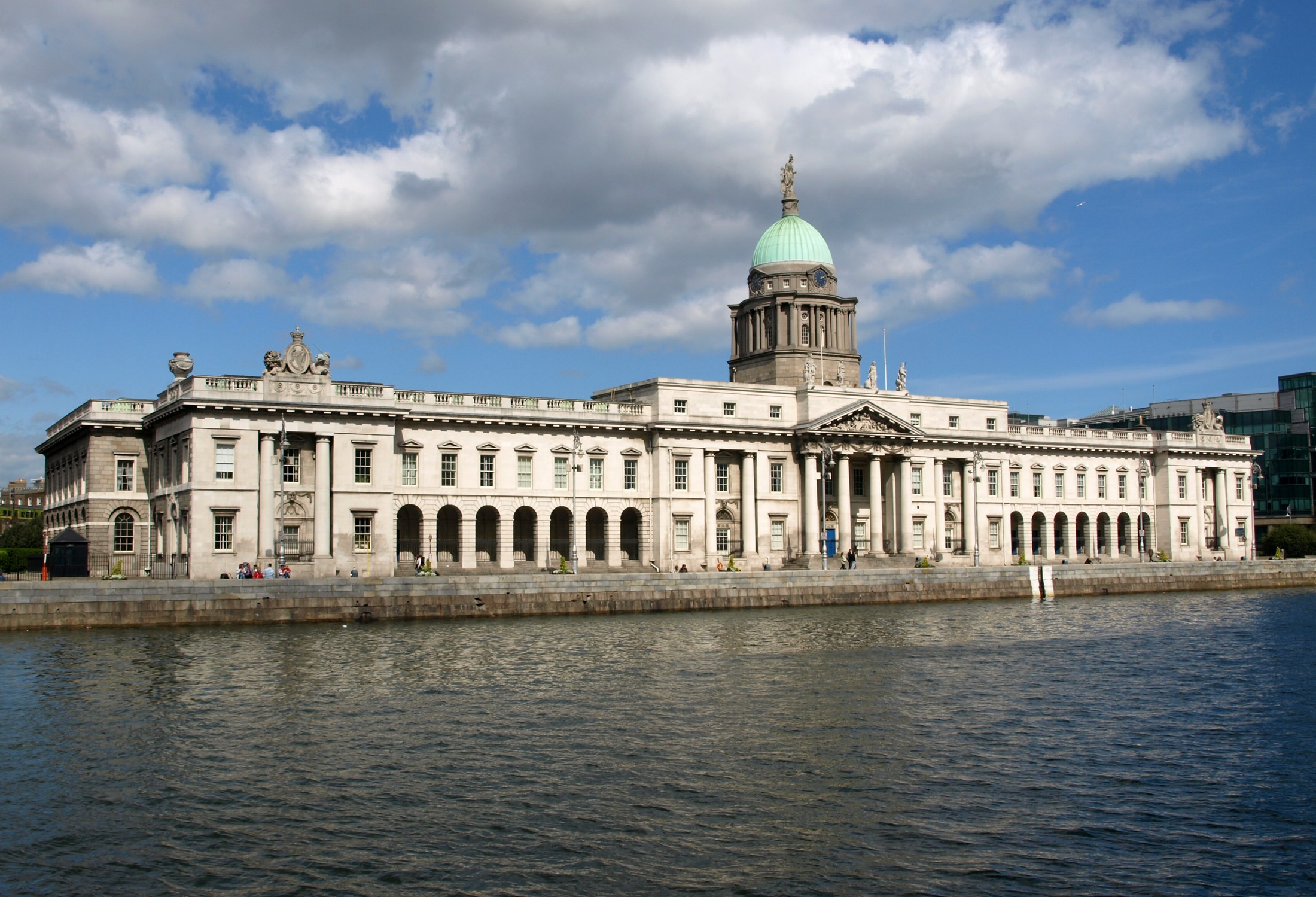
Fachada sul da Casa da Alfândega.

A Casa da Alfândega (em inglês The Custom House, em irlandês Teach an Chustaim) é um edifício neoclássico do século XVIII em Dublin, na Irlanda que abriga o Ministério do Meio-Ambiente, Patrimônio e o Governo Local. O edifício está localizado na margem norte do Rio Liffey, no Cais da Alfândega entre as pontes Butt Bridge e Talbot Memorial Bridge.
O edifício foi projetado por James Gandon para atuar como a nova sede alfandegária para o Porto de Dublin e foi a sua primeira grande comissão. Para seus assistentes, Gandon escolheu artistas irlandeses como o canteiro Henry Darley, o pedreiro John Semple e o carpinteiro Hugh Henry. Cada pedreiro disponível em Dublin esteve envolvido no trabalho. Quando foi concluída e inaugurada em 7 de Novembro de 1791, o custo de sua construção chegou a £200,000 – uma enorme quantia na época. As quatro fachadas do edifício estão decoradas com brasões de armas e esculturas ornamentais (realizadas por Edward Smyth) representando os rios da Irlanda. Henry Banks, outro artista, foi responsável pela estátua sobre a cúpula, entre outras estátuas.
Na medida em que o porto de Dublin se mudou para mais a jusante, o uso original do edifício para a coleta de impostos alfandegários tornou-se obsoleto, e o edifício passou a ser utilzado como sede do governo local na Irlanda. Durante a Guerra da Independência da Irlanda em 1921, o Exército Republicano Irlandês ateou fogo ao edifício na tentativa de interromper o domínio britânico na Irlanda. O interior original, projetado por Gandon, foi completamente destruído pelo fogo e a cúpula central desabou. Uma grande quantidade de registros históricos insubstituíveis também foram perdidos no incêndio. Apesar de atingir seus objetivos, o ataque contra a Casa da Alfândega foi um revéz para o IRA devido que um grande número de voluntários foram capturados durante o ataque, ou no toque de retirada.
Após o Tratado Anglo-Irlandês, o edifício foi restaurado pelo governo do Estado Livre Irlandês. Os resultados desta reconstrução podem ser vistos nos dias de hoje no exterior do edifício – a cúpula foi reconstruída utilizando calcário irlandês de Ardbraccan, que é visivelmente mais escuro que a pedra de portland utilizada na construção original. Esta substituição de material foi feita deliberadamente com o intuito de promover os recursos da Irlanda.
Uma subsequente restauração e limpeza da cantaria foi realizada por uma equipe do Escritório de Trabalhos Públicos em 1980.